# しあわせ (アルバム)
『しあわせ』は爆風スランプが1985年11月1日、CBS/SONYから発売した2枚目のオリジナル・アルバム。

## 収録曲

### 1985年盤
| #         | タイトル                 | 作詞                           | 作曲                           | 編曲                       | 時間  |
| --------- | ------------------------ | ------------------------------ | ------------------------------ | -------------------------- | ----- |
| 1.        | 「美人天国」             | サンプラザ中野                 | 中崎英也                       | 竹中尚人・ファンキー末吉   | 4:54  |
| 2.        | 「青雲」                 | サンプラザ中野                 | 嶋田陽一                       | 中村哲                     | 4:14  |
| 3.        | 「The Good Bye」         | サンプラザ中野・江川ほーじん   | 江川ほーじん、パッパラー河合   | 中崎英也・爆風スランプ     | 3:56  |
| 4.        | 「来たぜ!!」             | サンプラザ中野                 | 江川ほーじん                   | 爆風スランプ               | 2:02  |
| 5.        | 「大きな玉ねぎの下で」   | サンプラザ中野                 | 嶋田陽一                       | 久米大作                   | 5:08  |
| 6.        | 「1800」                 | パッパラー河合・ファンキー末吉 | パッパラー河合・ファンキー末吉 | ファンキー末吉・バ・ナ・ナ | 3:27  |
| 7.        | 「せたがやたがやせ」     | サンプラザ中野                 | ファンキー末吉                 | 爆風スランプ・中崎英也     | 3:33  |
| 8.        | 「青春りっしんべん」     | サンプラザ中野                 | 江川ほーじん                   | 中崎英也                   | 3:59  |
| 9.        | 「女の道」               | サンプラザ中野                 | パッパラー河合                 | バ・ナ・ナ                 | 4:34  |
| 10.       | 「おしゃれな東京タワー」 | サンプラザ中野                 | ファンキー末吉                 | 爆風スランプ・竹中尚人     | 4:28  |
| 11.       | 「えらいこっちゃ」       | サンプラザ中野                 | ファンキー末吉                 | 爆風スランプ・竹中尚人     | 5:15  |
| 合計時間: | 合計時間:                | 合計時間:                      | 合計時間:                      | 合計時間:                  | 45:30 |

### 2013年盤
| #         | タイトル                 | 作詞                           | 作曲                           | 編曲                       | 時間  |
| --------- | ------------------------ | ------------------------------ | ------------------------------ | -------------------------- | ----- |
| 1.        | 「美人天国」             | サンプラザ中野                 | 中崎英也                       | 竹中尚人・ファンキー末吉   | 4:53  |
| 2.        | 「青雲」                 | サンプラザ中野                 | 嶋田陽一                       | 中村哲                     | 4:14  |
| 3.        | 「The Good Bye」         | サンプラザ中野・江川ほーじん   | 江川ほーじん・パッパラー河合   | 中崎英也・爆風スランプ     | 3:56  |
| 4.        | 「来たぜ!!」             | サンプラザ中野                 | 江川ほーじん                   | 爆風スランプ               | 2:01  |
| 5.        | 「大きな玉ねぎの下で」   | サンプラザ中野                 | 嶋田陽一                       | 久米大作                   | 5:00  |
| 6.        | 「1800」                 | パッパラー河合・ファンキー末吉 | パッパラー河合・ファンキー末吉 | ファンキー末吉・バ・ナ・ナ | 3:27  |
| 7.        | 「せたがやたがやせ」     | サンプラザ中野                 | ファンキー末吉                 | 爆風スランプ・中崎英也     | 3:33  |
| 8.        | 「青春りっしんべん」     | サンプラザ中野                 | 江川ほーじん                   | 中崎英也                   | 3:58  |
| 9.        | 「女の道」               | サンプラザ中野                 | パッパラー河合                 | バ・ナ・ナ                 | 4:33  |
| 10.       | 「おしゃれな東京タワー」 | サンプラザ中野                 | ファンキー末吉                 | 爆風スランプ・竹中尚人     | 4:20  |
| 11.       | 「えらいこっちゃ」       | サンプラザ中野・ファンキー末吉 | ファンキー末吉                 | 爆風スランプ・竹中尚人     | 5:19  |
| 12.       | 「嗚呼!武道館」          | サンプラザ中野・パッパラー河合 | バ・ナ・ナ                     | バ・ナ・ナ                 | 8:14  |
| 13.       | 「Yeah! Budōkan」        | サンプラザ中野                 | バ・ナ・ナ                     | バ・ナ・ナ・爆風スランプ   | 6:11  |
| 合計時間: | 合計時間:                | 合計時間:                      | 合計時間:                      | 合計時間:                  | 59:39 |

## 曲解説
1. 美人天国
  - Charがギターで参加。河合曰く「スッゲ〜緊張した。」アルバムのリードトラックとして、「The Good Bye」とのカップリングでプロモ盤のみのシングルが制作された。
2. 青雲
  - 河合のギター・ソロをテープの逆回しとするアレンジ案が採用されたが、編集素材用に普通に録音したソロを聴いたメンバーに逆回転再生したものと勘違いされ結局正回転のまま収録された。
3. The Good Bye
4. 来たぜ!!
5. 大きな玉ねぎの下で
  - 発売から4年後1989年10月21日にアレンジを変えた「大きな玉ねぎの下で 〜はるかなる想い」としてシングルカット。
6. 1800
7. せたがやたがやせ
8. 青春りっしんべん
9. 女の道
10. おしゃれな東京タワー
  - Charが参加。
11. えらいこっちゃ
  - 「無理だ!決定盤〜YOU CAN NOT DO THAT〜」B面曲。CDのみのボーナス・トラック。
12. 嗚呼!武道館
  - 2013年発売ブルースペックCD2.リマスター盤のみ収録のボーナス・トラック。
13. Yeah! BUDOKAN
  - 2013年発売ブルースペックCD2.リマスター盤のみ収録のボーナス・トラック。